# Sphenomorphus puncticentralis
Sphenomorphus puncticentralis är en ödleart som beskrevs av  Djoko Iskandar 1994. Sphenomorphus puncticentralis ingår i släktet Sphenomorphus och familjen skinkar. Inga underarter finns listade i Catalogue of Life.